# Grands feux du casino Lac-Leamy
 (décembre 2022).
Les Grands Feux du Casino Lac-Leamy sont un événement d'arts pyromusicaux, culinaires, numériques et multimédias ayant lieu sur le site du Musée canadien de l'histoire depuis 2014.

## Description

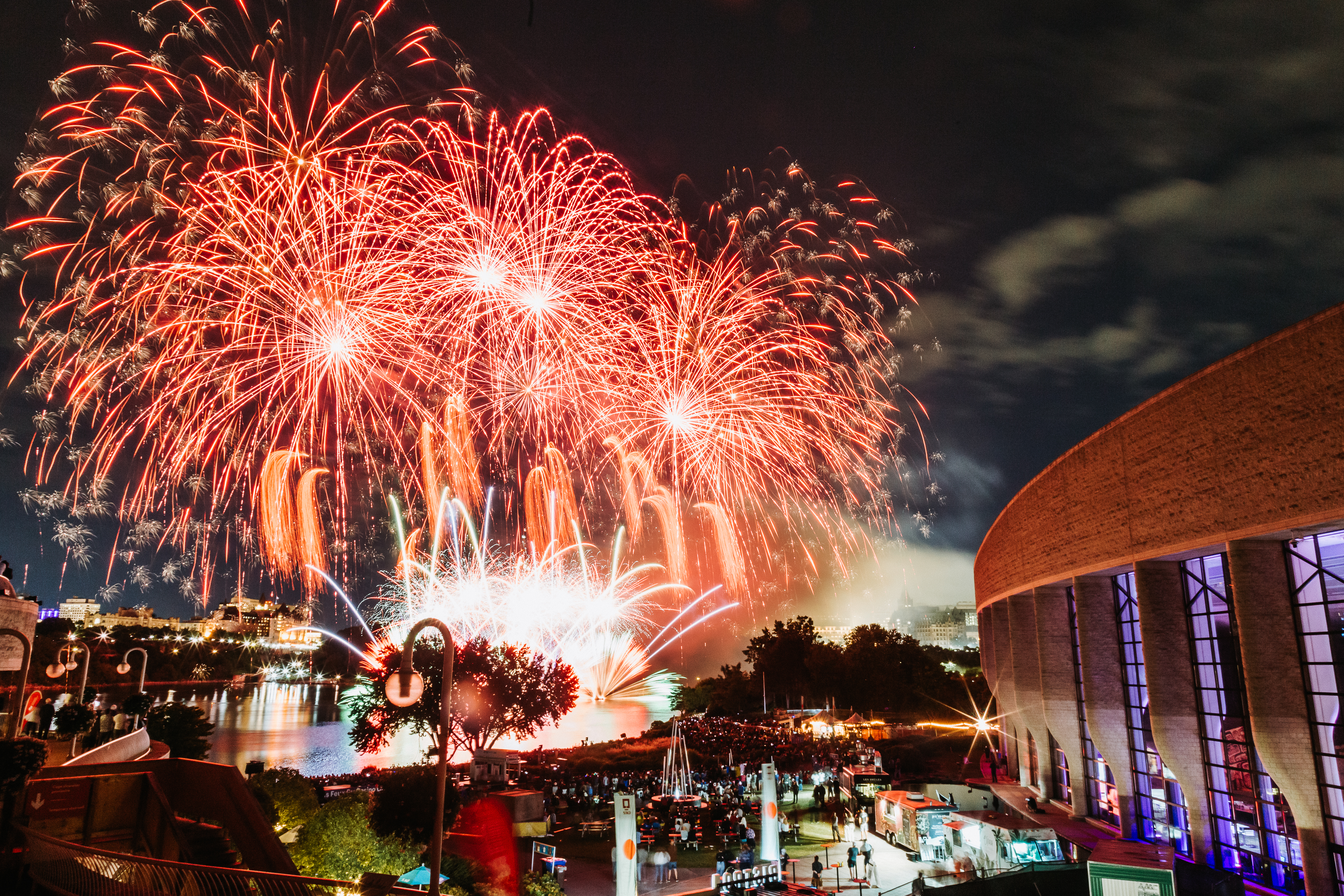
Vue sur les Grands Feux au Musée canadien de l'histoire

Fondée en 1996, la compétition pyromusicale (feux d'artifice synchronisés à une trame narrative et sonore originale) des Grands Feux du Casino Lac-Leamy a eu lieu pendant 18 ans sur les berges du Lac Leamy. L'événement a déménagé en 2014 au Musée canadien de l'histoire (anciennement le Musée canadien des civilisations). À partir de 2014, les feux d'artifice sont tirés d'une barge, située en plein milieu de la rivière des Outaouais : le spectacle pyromusical a en toile de fond, le Parlement d'Ottawa.

## Compétition internationale (Gagnants)
Le prix Zeus a récompensé les gagnants de la compétition des Grands Feux jusqu'en 2018
- 1996 : Chine (Beijing Zhongfa Fireworks Art Company)
- 1997 : Espagne (Pirotechnia Caballer)
- 1998 : Royaume-Uni (Pyro 2000)
- 1999 : Italie (Parente Fireworks)
- 2000 : Afrique du Sud (Pyro Spectacular)
- 2001 : Afrique du Sud (Pyro Spectacular)
- 2002 : Allemagne (Ollig)
- 2003 : Italie (FAS - Fuochi Artificiali Sardella)
- 2004 : Canada (Royal Pyrotechnie)
- 2005 : Afrique du Sud (Pyro Spectacular)
- 2006 : Italie (Parente Fireworks)
- 2007 : Russie (Centre of Fireworks Khan)
- 2008 : Espagne (Pirotecnia Turis S.L.)
- 2009 : Portugal (Macedos)
- 2010 : Allemagne (Steffes-Ollig)
- 2011 : Allemagne (Steffes-Ollig)
- 2012 : Espagne (Zaragozana)
- 2013 : Philippines (Platinum Fireworks)
- 2014 : Canada (Garden City Display Fireworks)
- 2015: Belgique (CBF Pyrotechnics)
- 2016: Australie (Foti International Fireworks)
- 2017: Manitoba (Archangel Fireworks)
- 2018: Chine (Dancing Fireworks Group)

En 2021, un nouveau trophée est créé en l'honneur du 25e anniversaire de l'événement.